# Aristolochia gardneri
Aristolochia gardneri är en piprankeväxtart som beskrevs av Pierre Étienne Simon Duchartre. Aristolochia gardneri ingår i släktet piprankor, och familjen piprankeväxter. Inga underarter finns listade i Catalogue of Life.